# Österreichischer Musiktheaterpreis

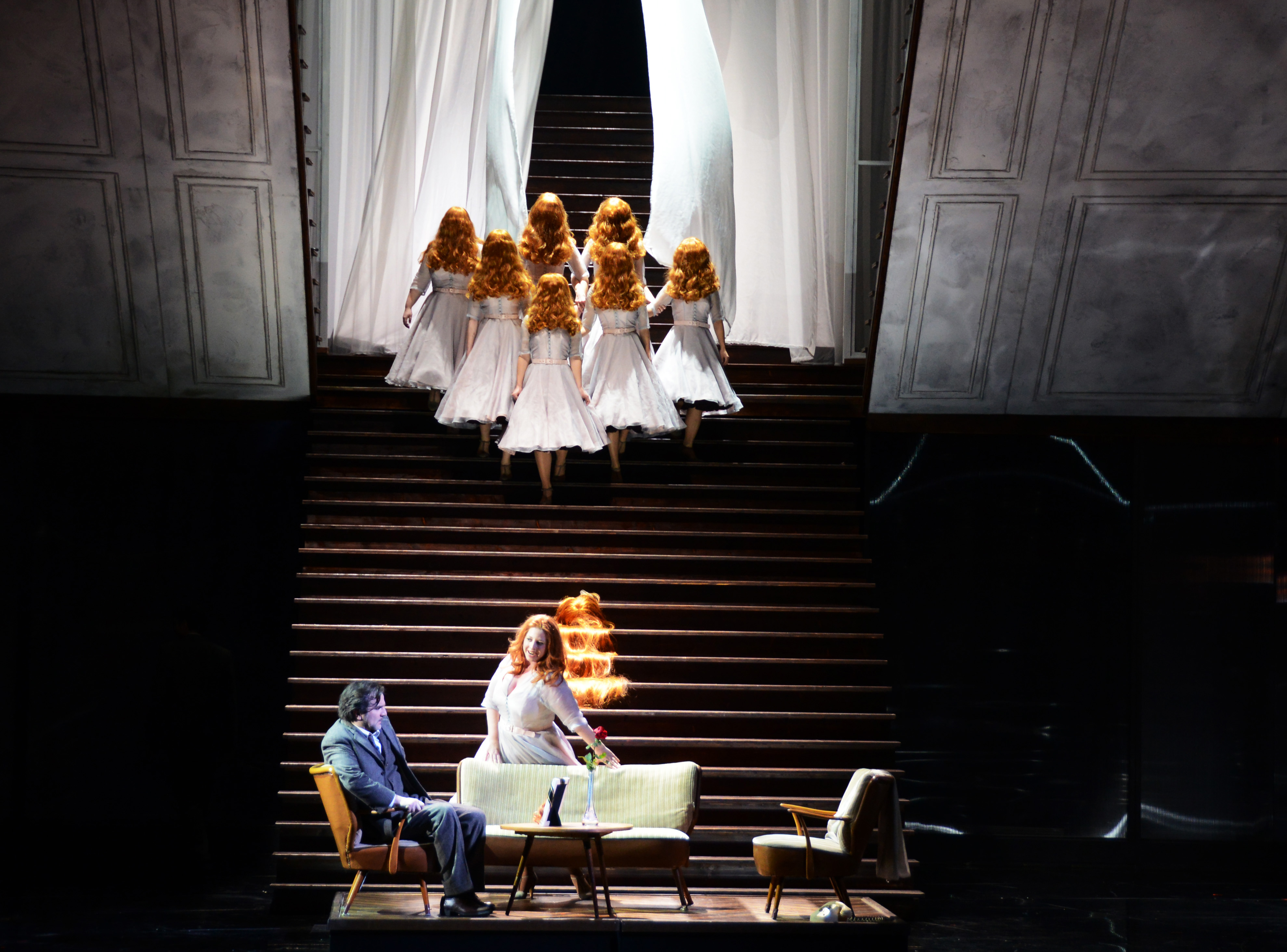
Beste Gesamtproduktion 2016: Die tote Stadt an der Oper Graz, inszeniert von Johannes Erath

Der Österreichische Musiktheaterpreis wird seit 2013 für herausragende Leistungen in Oper, Operette, Musical und Ballett verliehen.
Präsident und Gründer des ÖMTP ist Kons. Karl-Michael Ebner für den Verein Art Projekt der verantwortlicher Produzent des Preises.

## Der Preis
Der Preis wurde von Karl-Michael Ebner im Jahr 2012 initiiert. Der Österreichische Musiktheaterpreis wird vom Verein Art Projekt veranstaltet. Zahlreiche private Sponsoren finanzieren dieses Projekt. Die Statue des Österreichischen Musiktheaterpreises wird in gesamt 20 Kategorien vergeben.
Teilnahmeberechtigt sind alle darstellenden Künstler an den österreichischen Stadt-, Landes- und Bundestheatern sowie Festivals, wobei jede Bühne je eine Nominierung pro Kategorie einreichen kann. Die Gewinner werden aus einer Fachjury bestehend aus unabhängigen Kulturjournalisten.  2017 beteiligte sich erstmals das Österreichische Bundeskanzleramt und richtete einen Off-Theater-Preis aus. Der Sonderpreis für den besten Chor bzw. das beste Orchester soll künftig abwechselnd an einen der beiden Klangkörper vergeben werden.

## Jury
Die internationale Jury besteht seit 2017 aus erfahrenen Kulturjournalisten, die eine breite Sichtweise auf die vielfältigen Facetten des Musiktheaters gewährleisten und setzt sich aus Vertretern der führenden österreichischen Print- und Rundfunkmedien zusammen.
Folgende Persönlichkeiten haben ehrenamtlich die Jurytätigkeit übernommen:
Heinz Sichrovsky (News, ORF), Susanna Dal Monte (Ö 1), Konstanze Kaas, Dietmar Baurecht (Burgenländische Volkszeitung), Johannes Enzinger (Kronen Zeitung), Georg Hainzl (Fidelio / ORF), Peter Jarolin (Kurier), Nikolaus Köhler (Art Quarterly), Joachim Leitner (Tiroler Tageszeitung), Boris Priebe (Verlag Felix Bloch Erben Berlin), Robert Quitta (Die Bühne), Michael Wruss (OÖ Nachrichten)

## Preisträger 2016

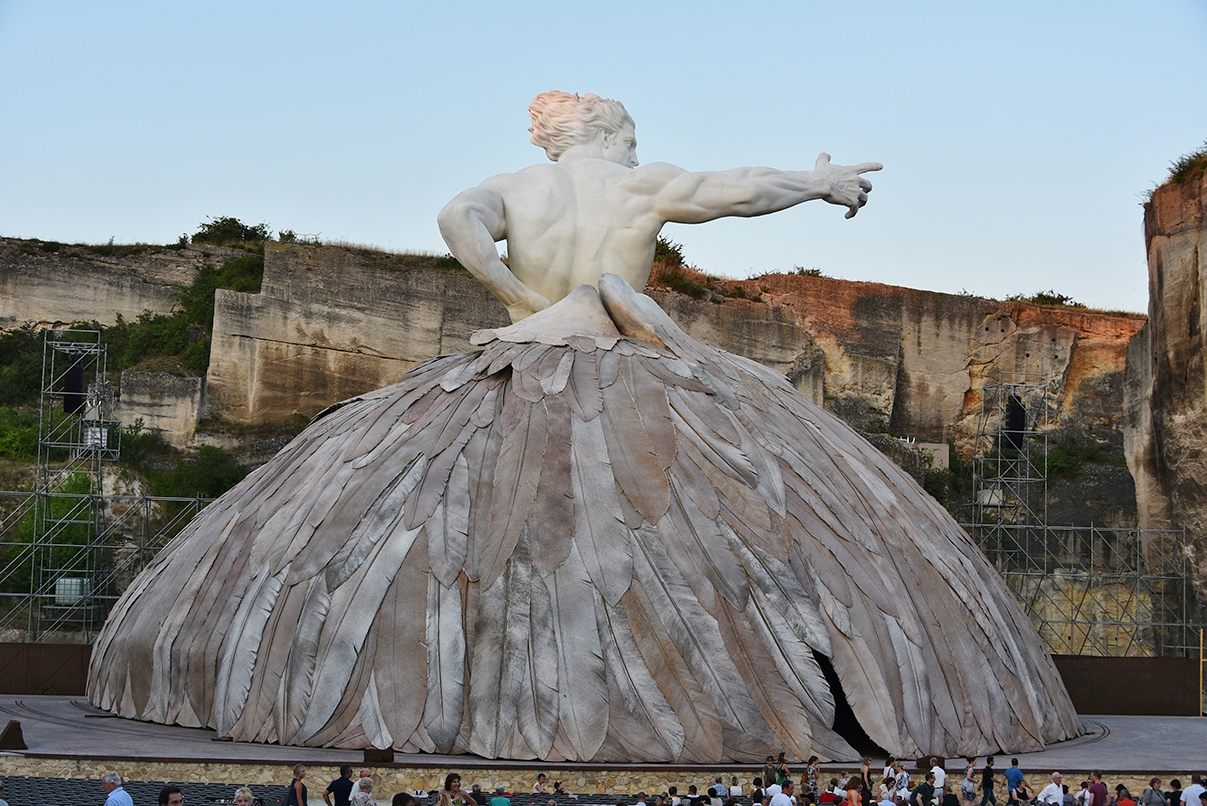
Bestes Festival 2016: Opernfestspiele St. Margarethen. Der Engel der Bühnenbildnerin Amra Bergman für Robert Dornhelms Inszenierung der Tosca

Die vierte Verleihung des Österreichischen Musiktheaterpreises fand am 27. Juni 2016 im Ronacher statt, moderiert von Christoph Wagner-Trenkwitz.
- Beste männliche Hauptrolle: Yosep Kang – Wilhelm Tell (Arnold) an der Grazer Oper
- Beste weibliche Hauptrolle: Diana Damrau – I Leila I Les pecheurs de perles (Leila) am Theater an der Wien
- Beste männliche Nebenrolle: Christian Graf – Der Zauberer von Oz (böse Hexe des Westens) an der Volksoper Wien
- Beste weibliche Nebenrolle: Angelika Kirchschlager – Geschichten aus dem Wienerwald (HK Gruber) (Valerie) am Theater an der Wien
- Bester männlicher Nachwuchs: David Sitka – Onkel Präsident an der Volksoper Wien
- Bester weiblicher Nachwuchs: Hannah Bradbury  – La Sonnambula (Lisa) am Salzburger Landestheater
- Beste musikalische Leitung: Francesco Angelico – Adriana Lecouvreur am Tiroler Landestheater
- Beste Ausstattung: Anouk Dell' Aiera – Dialogues des Carmelites am Stadttheater Klagenfurt
- Beste Ballettproduktion: Tiroler Landestheater – Marie Stockhausen – Charlie Chaplin
- Beste Regie: Bruno Klimek – Adriana Lecouvreur am Tiroler Landestheater
- Beste Gesamtproduktion: Die tote Stadt (Korngold an der Oper Graz (Inszenierung: Johannes Erath))
- Bestes Festival: Opernfestspiele St. Margarethen
- Bestes Orchester: Wiener Staatsopernorchester
- ORF III Medienpreis: Dmitri Hvorostovsky
- Lebenswerk: Zubin Mehta[4]
- Krone Musicalpreis: Mark Seibert – Mozart (Colloredo)[5]

## Preisträger 2015
Die dritte Verleihung des Österreichischen Musiktheaterpreises fand am 8. Juni 2015 im Ronacher statt und wurde von Christoph Wagner-Trenkwitz moderiert. Die Verleihung wurde am 14. Juni 2015 auf ORF III übertragen.
- Beste männliche Hauptrolle: Jochen Schmeckenbecher – Mann von la Mancha (Don Quixote/Cervantes) an der Bühne Baden
- Beste weibliche Hauptrolle: Jennifer Maines – Parsifal (Kundry) am Tiroler Landestheater
- Beste männliche Nebenrolle: Bo Skovhus – The Rake’s Progress (Nick Shadow) am Theater an der Wien
- Beste weibliche Nebenrolle: Bernadett Fodor – Das Rheingold (Erda) am Landestheater Linz
- Bester männlicher Nachwuchs: Alexey Birkus – Eugen Onegin (Gremin) am Salzburger Landestheater
- Bester weiblicher Nachwuchs: Dshamilja Kaiser – La favorite (Leonor de Guzman) an der Oper Graz
- Beste musikalische Leitung: Hans Graf – Feuersnot an der Volksoper Wien
- Beste Ausstattung: Der Besuch der alten Dame im Ronacher (Peter J. Davison/Bühne und Uta Loher und Conny Lüders/Kostüme), Platée im Theater an der Wien (Gideon Davey)
- Beste Ballettproduktion: Theater an der Wien – Hamburg, Ballett, John Neumeier – Die Kameliendame
- Beste Regie: Damiano Michieletto – Idomeneo am Theater an der Wien
- Bestes Festival: Wiener Festwochen (Markus Hinterhäuser)
- Beste Gesamtproduktion: Sweeney Todd an der Volksoper Wien
- Lebenswerk: Neil Shicoff
- ORF-III-Preis: Piotr Beczała
- Krone Musicalpreis: Uwe Kröger

## Preisträger 2014
Die zweite Verleihung des Österreichischen Musiktheaterpreises fand am 17. Juni 2014 im Theater an der Wien statt. Modiert wurde diese von Christoph Wagner-Trenkwitz.
- Beste männliche Hauptrolle: Lars Woldt – Der Wildschütz (Baculus), Volksoper Wien
- Beste weibliche Hauptrolle: Tatjana Larina – La Traviata (Violetta), Vorarlberger Landestheater
- Beste männliche Nebenrolle: Florian Boesch – Radamisto (Tiridate), Theater an der Wien
- Beste weibliche Nebenrolle: Johanna Arrouas – Im Weißen Rössl (Klärchen), Bühne Baden und Anna Prohaska – Fidelio (Marzelline), Theater an der Wien
- Beste musikalische Leitung: Bertrand de Billy – Mathis der Maler, Theater an der Wien
- Beste Ausstattung: Hans Schavernoch (Bühne) und Yan Tax (Kostüme) – Elisabeth, Raimund Theater/Ronacher
- Beste Ballettproduktion: Stephan Thoss – Blaubarts Geheimnis, Volksoper Wien
- Beste Regie: David Pountney – Spuren der Verirrten, Landestheater Linz
- Beste Nachwuchskünstlerin: Nadezhda Karyazina, Salzburger Landestheater
- Beste Gesamtproduktion: Mathis der Maler, Theater an der Wien
- Lebenswerk: Edita Gruberová
- ORF III-Publikumspreis: Andrè Schuen

## Preisträger 2013
Die erste Verleihung des Österreichischen Musiktheaterpreises fand am 5. Juni 2013 im Konzertsaal der Wiener Sängerknaben im Augarten statt und wurde von Christoph Wagner-Trenkwitz moderiert.
- Beste männliche Hauptrolle: Sebastian Holecek – Salome (Jochanaan), Volksoper Wien
- Beste weibliche Hauptrolle: Marlis Petersen – Les Contes d'Hoffmann (4 Frauen), Theater an der Wien
- Beste weibliche Nebenrolle: Dagmar Hellberg – Die spinnen, die Römer! (Domina), Volksoper Wien
- Beste männliche Nebenrolle: Rainer Trost – Telemaco (Ulisse), Theater an der Wien
- Beste Regie: Torsten Fischer – Telemaco, Theater an der Wien
- Beste Ausstattung: Heike Scheele – Carmen, Opernhaus Graz
- Beste musikalische Leitung: Johannes Fritzsch – Elektra, Opernhaus Graz
- Beste Ballettproduktion: Volksoper Wien – Carmina Burana (Choreographie: Vesna Orlic), und Tiroler Landestheater – Frida Kahlo - Pasión por la vida
- Beste Gesamtproduktion: Theater an der Wien – The Turn of the Screw
- Bester Nachwuchs: Sieglinde Feldhofer, Opernhaus Graz
- Lebenswerk: Peter Minich